# Золотомушка мадерійська
Золотомушка мадерійська (Regulus madeirensis) — вид горобцеподібних птахів родини золотомушкових (Regulidae).

## Поширення
Ендемік острова Мадейра на сході Атлантики, який належить Португалії. Трапляється у лісах та рідколіссях, переважно, на висоті 600—1550 м над рівнем моря.

## Опис

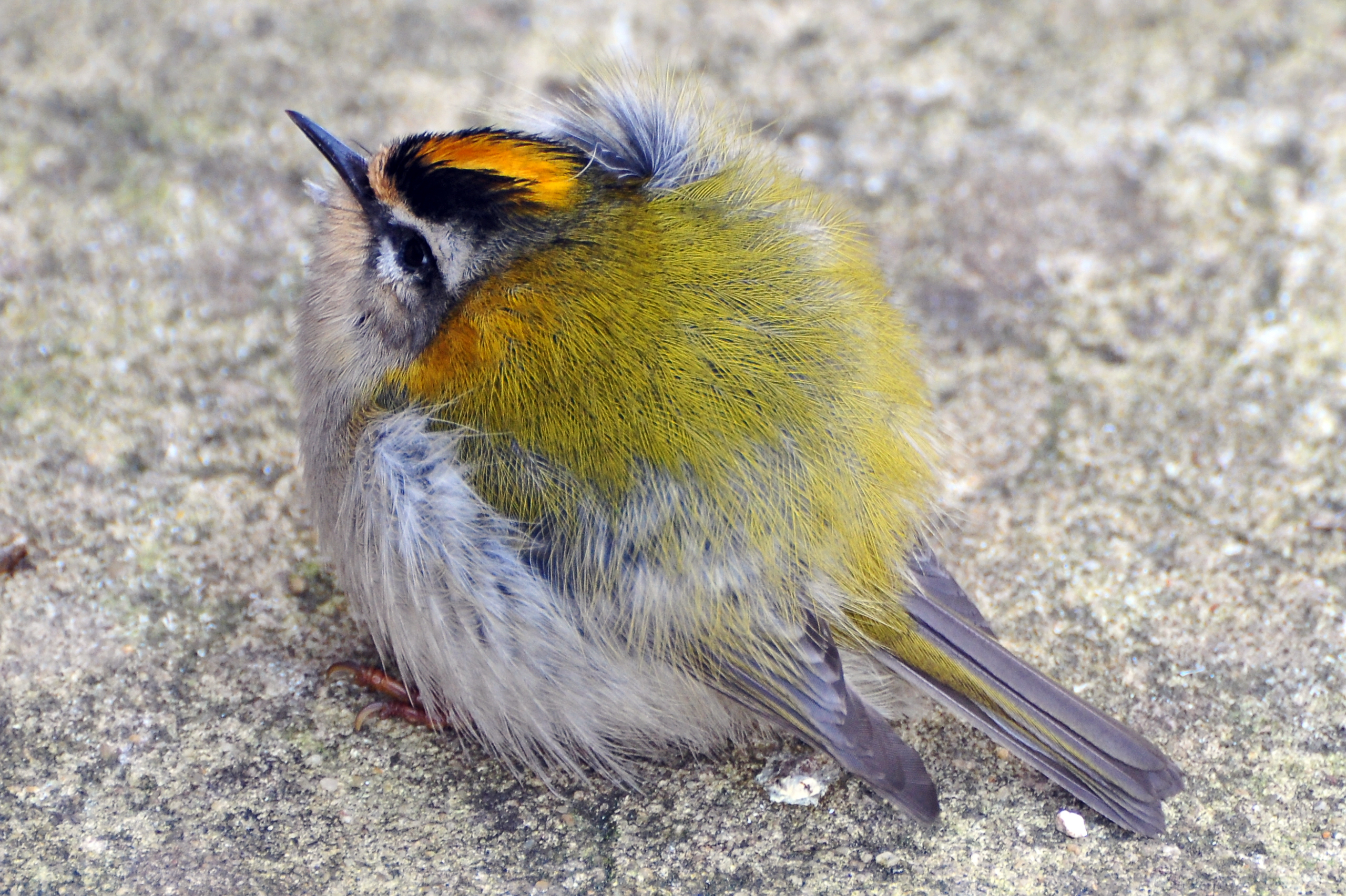
До початку 2000-х років мадейрійська золотомушка вважалась підвидом Золотомушки червоночубої (Regulus ignicapillus), зображеної на фото.

Дрібний птах завдовжки 8-9 см та вагою 5-7 г. Спина та крила оливкового забарвлення. Махові пера чорного кольору, криючі чорні з білим обідком. Хвіст чорний з оливковими краями. Потилиця і боки шиї попелясто-сірі. Горло, груди і черево — білі. На лиці є брови і «сльози» під оком білого кольору, в той час як на боках дзьоба лежать дві чорні смуги: одна утворює маску, що доходить до ока, а інша утворює вуси, що доходять до щік. На чолі є також смуга чорного кольору, яка доходить до скроні, обводячи вершину голови темно-помаранчевого кольору. Дзьоб тонкий та короткий, чорного кольору.
Зовні вид схожий на золотомушку червоночубу, але має довші дзьоб і ноги, більше чорного кольору на крилах і менше білого на лиці.

## Спосіб життя
Трапляється численними зграями. Активна вдень. Живиться дрібними безхребетними, переважно метеликами та гусеницями, яких шукає серед гілок або під корою дерев.

## Розмноження

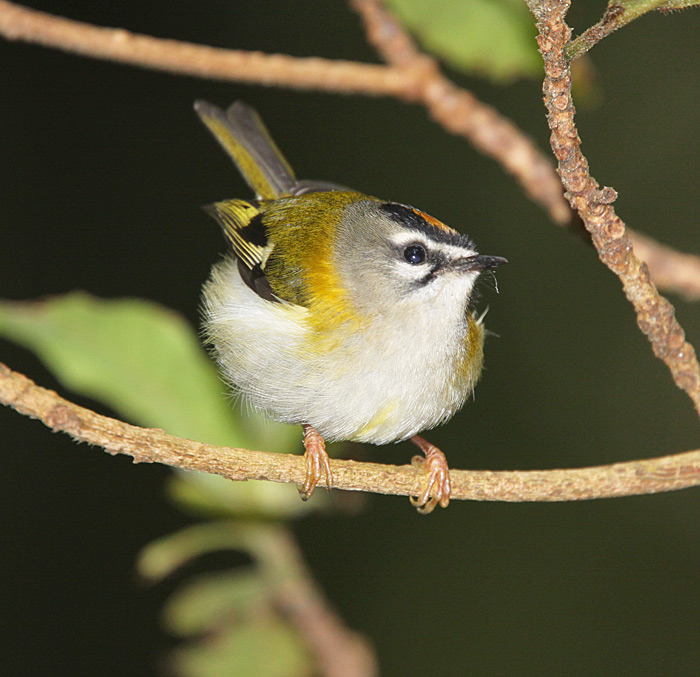
Самець золотомушки

Сезон розмноження припадає на початок літа (червень-липень). Утворює моногамні пари. Самець приваблює самицю співом, при чому піднімає помаранчеве пір'я на голові у вигляді чубчика.
Чашоподібне гніздо з високими і вузькими краями будується між гілками хвойних дерев. У гнізді до 10 рожевих яєць з коричнево-помаранчевими плямами. Насиджує самиця. Інкубація триває два тижні. Пташенят вигодовують впродовж трьох тижнів.

## Філогенія
Згідно з аналізом мітохондріальної ДНК, вид відокремився від золотомушки червоночубої (Regulus ignicapillus) 4-2,5 млн років тому.